# Neogossea voigti
Neogossea voigti är en djurart som tillhör fylumet bukhårsdjur, och som först beskrevs av Daday 1904.  Neogossea voigti ingår i släktet Neogossea och familjen Neogosseidae. Inga underarter finns listade i Catalogue of Life.